# Mike Wienbracke
Mike Wienbracke ist ein deutscher Rechtswissenschaftler. Er lehrt und forscht auf dem Gebiet des Öffentlichen Rechts, insbesondere dem Staats- und Verwaltungsrecht sowie dem Europarecht, ferner auch der juristischen Methodenlehre.

## Leben
Von 1996 bis 2000 studierte er Rechtswissenschaft an der Ruhr-Universität Bochum. Nach Ablegung der ersten juristischen Staatsprüfung 2001 war er wissenschaftlicher Mitarbeiter am Lehrstuhl für Öffentliches Recht von Prof.  Martin Burgi und wurde zum Dr. iur. promoviert (2003). Von 2003 bis 2004 absolvierte er ein Postgraduiertenstudium (LL.M.) an der University of Edinburgh. Seine Stationen im anschließenden Rechtsreferendariat führten ihn unter anderem zum Landgericht Essen (Kammer für Handelssachen) sowie zum International Bureau of Fiscal Documentation (IBFD) in Amsterdam. 2006 legte er seine zweite juristische Staatsprüfung ab und war danach hauptberuflich als Rechtsanwalt in Bonn tätig. Seit 2010 ist er Professor für Öffentliches Recht, insbesondere Staats- und Verwaltungsrecht sowie Europarecht an der Westfälischen Hochschule, Fachbereich Wirtschaftsrecht.
Wienbracke analysiert in seinen Schriften unter anderem die Grenzen der deutschen EU-Integration, so in seinem Werk Verfassungsrechtliche Grundlagen und Grenzen der deutschen EU-Integration (Art. 23 Abs. 1 GG). Darin vertritt Wienbracke die Position, dass „ein völlig grundloser EU-Austritt“ Deutschlands ein Verstoß gegen Art. 23 Abs. 1 S. 1 GG sei.

## Publikationen (Auswahl)
- Allgemeines Verwaltungsrecht, C.F. Müller, Heidelberg, 5. Auflage 2020, ISBN 978-3-8114-4932-9.
- Verwaltungsprozessrecht, C.F. Müller, Heidelberg, 3. Auflage 2019, ISBN 978-3-8114-4755-4.
- Juristische Methodenlehre, C.F. Müller, Heidelberg, 2. Auflage 2020, ISBN 978-3-8114-5373-9.
- Einführung in die Grundrechte – mit wirtschaftsjuristischem Schwerpunkt und dem Recht der Verfassungsbeschwerde, Springer Gabler, Wiesbaden 2013, ISBN 978-3658007638.
- Kommentierung von Art. 45 AEUV und Art. 48 AEUV in: Lenz/Borchardt (Hrsg.), EU-Verträge – Kommentar Online, gemeinsam mit Dr. Carsten Weerth.
- Europäisches Beihilfenrecht (Teil 1). In: WRP: Wettbewerb in Recht und Praxis, 2016, Band 62, Nr. 1, S. 154–161 OCLC 954060575
- Europäisches Beihilfenrecht (Teil 2). In: WRP: Wettbewerb in Recht und Praxis, 2016, Band 62, Nr. 3, S. 294–300 OCLC 954066131
- "Euro-Rettung" und sogenanntes "bail-out"-Verbot (Art. 125 AEUV) nach dem "Pringle"-Urteil des EuGH. In: ZEuS: Zeitschrift für europarechtliche Studien, 2013, Band 16, Nr. 1, S. 1–18 OCLC 870621819
- "Innerhalb der Union ist die Freizügigkeit der Arbeitnehmer gewährleistet" : eine aktuelle Bestandsaufnahme zu Art. 45 AEUV. In: Europarecht, 2012, Band 47, Nr. 5, S. 483–510 OCLC 847460127
- Nationales Erbschaft- und Schenkungsteuerrecht im Licht der EuGH-Rechtsprechung. In: EWS: Europäisches Wirtschafts- und Steuerrecht, 2012, S. 176 ff.
- Europarecht und nationale direkte Steuern. In: JURA: Juristische Ausbildung, 2008, S. 929 ff.
- 10 Jahre EuGH-Rechtsprechung im Kontext der Fluggastrechteverordnung. In: EuZW: Europäische Zeitschrift für Wirtschaftsrecht, 2016, Jahrg. 27, Band 2, S. 51–56 OCLC 954064220
- Rechtsquellen des EU-Rechts – Teil 2. In: DVP: Deutsche Verwaltungspraxis, 2014, S. 487 ff.
- Rechtsquellen des EU-Rechts – Teil 1. In: DVP: Deutsche Verwaltungspraxis, 2014, S. 416 ff.
- Verfassungsrechtliche Grundlagen und Grenzen der deutschen EU-Integration (Art. 23 Abs. 1 GG) – Teil 2. In: DVP: Deutsche Verwaltungspraxis, 2013, S. 315 ff.
- Verfassungsrechtliche Grundlagen und Grenzen der deutschen EU-Integration (Art. 23 Abs. 1 GG) – Teil 1. In: DVP: Deutsche Verwaltungspraxis, 2013, S. 227 ff.
- Rechtsnatur der EU und unmittelbare Geltung des EU-Rechts im nationalen Recht. In: DVP: Deutsche Verwaltungspraxis, 2013, S. 59 ff.
- BVerfG bejaht Grundrechtsfähigkeit juristischer Personen aus dem EU-Ausland, PUBLICUS 2011.10, S. 40 ff.
- Whistleblowing und Art. 5 Abs. 1 GG – Transposition eines EGMR-Themas, in: Bontrup/Korenke/Wienbracke (Hrsg.), Arbeit – Personal – Soziales, Festschrift zum 65. Geburtstag von Peter Pulte, Verlag Dr. Kovač, Hamburg 2012, S. 21 ff.
- USA – Land der schier unbegrenzten bundesverfassungsrechtlichen Möglichkeiten rückwirkender belastender Steuergesetzgebung. In: ZVglRWiss: Zeitschrift für Vergleichende Rechtswissenschaft, Band 114 (2015), S. 337 ff.
- Verfassungsrechtliche Grundlagen und Grenzen deutschen EU-Integration (Art. 23 Abs. 1 GG). In: DVP: Deutsche Verwaltungspraxis, Jahrg. 64, 2013, Nr. 6, S. 227–231.
- Der Verhältnismäßigkeitsgrundsatz. In: ZJS: Zeitschrift für das Juristische Studium, 2013, S. 148 ff.
- Tropfen auf heiße Steine: Örtliche Verbrauch- und Aufwandsteuern (Art. 105 Abs. 2a Satz 1 GG) in Zeiten knapper kommunaler Kassen. In: Kommunale Steuer-Zeitschrift: KStZ, 2013, S. 41 ff.
- Die Genese fiskalischen Misstrauens. In: DB: Der Betrieb: 2008, S. 664 ff.
- Der deutsche Real Estate Investment Trust (REIT). In: NJW: Neue Juristische Wochenschrift, 2007, S. 2721 ff.
- Gebühr für verbindliche Auskunft (§ 89 Abs. 3 bis 5 AO) verfassungsgemäß?. In: NVwZ: Neue Zeitschrift für Verwaltungsrecht, 2007, S. 749 ff.
- Die verfassungskräftige Verankerung des gebührenrechtlichen Kostendeckungsprinzips. In: DÖV: Die Öffentliche Verwaltung, 2005, S. 201 ff.
- Das grundgesetzliche Steuerstaatsprinzip. In: StuW: Steuer und Wirtschaft, 2005, S. 81 ff.